# 後庄子 (高雄市)
後庄子，原寫為後庄仔，是臺灣高雄市仁武區的一個傳統地域名稱，位於該區北部偏西。相較於今日行政區，其範圍大致包括後安里、文武里西北部，以及大社區的三奶里南部、中里里西端。
本地區境內主要聚落為後庄仔。

## 歷史
台灣日治初期，後庄子地區為一街庄，稱為「後庄仔庄」（舊制街庄），隸屬於觀音下里。該庄昔日西北與楠仔坑街為鄰，北與三奶壇庄為鄰，東邊北段與林仔邊庄為鄰，東邊南段及南邊與仁武庄為鄰，西邊為竹仔門庄。
1901年（日治明治三十四年）11月11日，全台廢縣廳改設二十廳，該庄隸屬於鳳山廳。1904年（明治三十七年）5月3日，該庄編入「楠梓坑區」，隸屬於鳳山廳。1909年（明治四十二年）10月25日，全台合併二十廳為十二廳，楠梓坑區改隸屬於臺南廳。1920年（大正九年）10月1日，全台地方制度大改正，廢十二廳改設五州二廳，該庄改制並雅化為「後庄子」大字，隸屬於高雄州高雄郡仁武庄（新制街庄）。1924年（大正十三年）12月25日，高雄郡廢郡，仁武庄改隸屬於鳳山郡。
戰後仁武庄改制為仁武鄉，隸屬於高雄縣，大字亦改制為村。1950年（民國39年）10月1日，高、屏分治，仁武鄉仍隸屬於高雄縣。1951年（民國40年）8月，仁武鄉拆分出大社鄉，本地區仍隸屬於仁武鄉。2010年（民國99年）12月25日，高雄縣、市合併為直轄高雄市，仁武鄉改制為仁武區，村亦改制為里。

## 聚落
本地區發展較早的聚落為後庄仔，在日治初期的官方地圖上已有記載。

## 交通
國道1號又稱「中山高速公路」，是貫穿台灣西部的兩條縱向高速公路之一，經過本地區西北角，並在當地的市道183號交會處至北邊的省道台22線交會處共同設有楠梓交流道。由此可快速前往國道1號沿線各地。
市道183號是楠梓至五甲的道路，經過本地區西部邊界地帶暨後庄仔聚落西側。由該道路北行經國道1號楠梓交道後，可前往楠梓區，並止於楠梓市區的省道台22線路口；南行可前往仁武區仁武市區、鳥松區、鳳山區，並止於鳳山區與前鎮區邊界地帶的省道台17線路口。
市道186號是維新至大樹的道路，經過本地區的東部邊界地帶南段。由該道路西行（大方向，當地先向北）可前往大社區、燕巢區、岡山區、永安區東南部等地；東行（大方向，當地先向南）可前往仁武區仁武市區、大樹區，並止於省道台29線路口。
區道高51線是大社至竹仔門的道路，其側端點（終點）位於本地區西部邊界地帶的市道183號路口。
區道高51-1線是林仔邊至後庄的道路，其北側端點（起點）位於本地區中部略偏北的區道51線路口，由此向南蜿蜒而行，會經過本地區後庄仔聚落。
區道高52-1線是竹仔門至烏材林的道路，經過本地區南端。

## 產業
- 仁大工業區（部分）